# Всевиов, Давид Исаакович
Давид Исаакович Всевиов (эст. David Vseviov; род. 1949) — советский и эстонский учёный-историк, профессор Эстонской академии художеств.
Кандидат исторических наук (1977), имеет степень доктора истории культуры Таллинского педагогического университета (2003). Автор ряда научных трудов.

## Биография

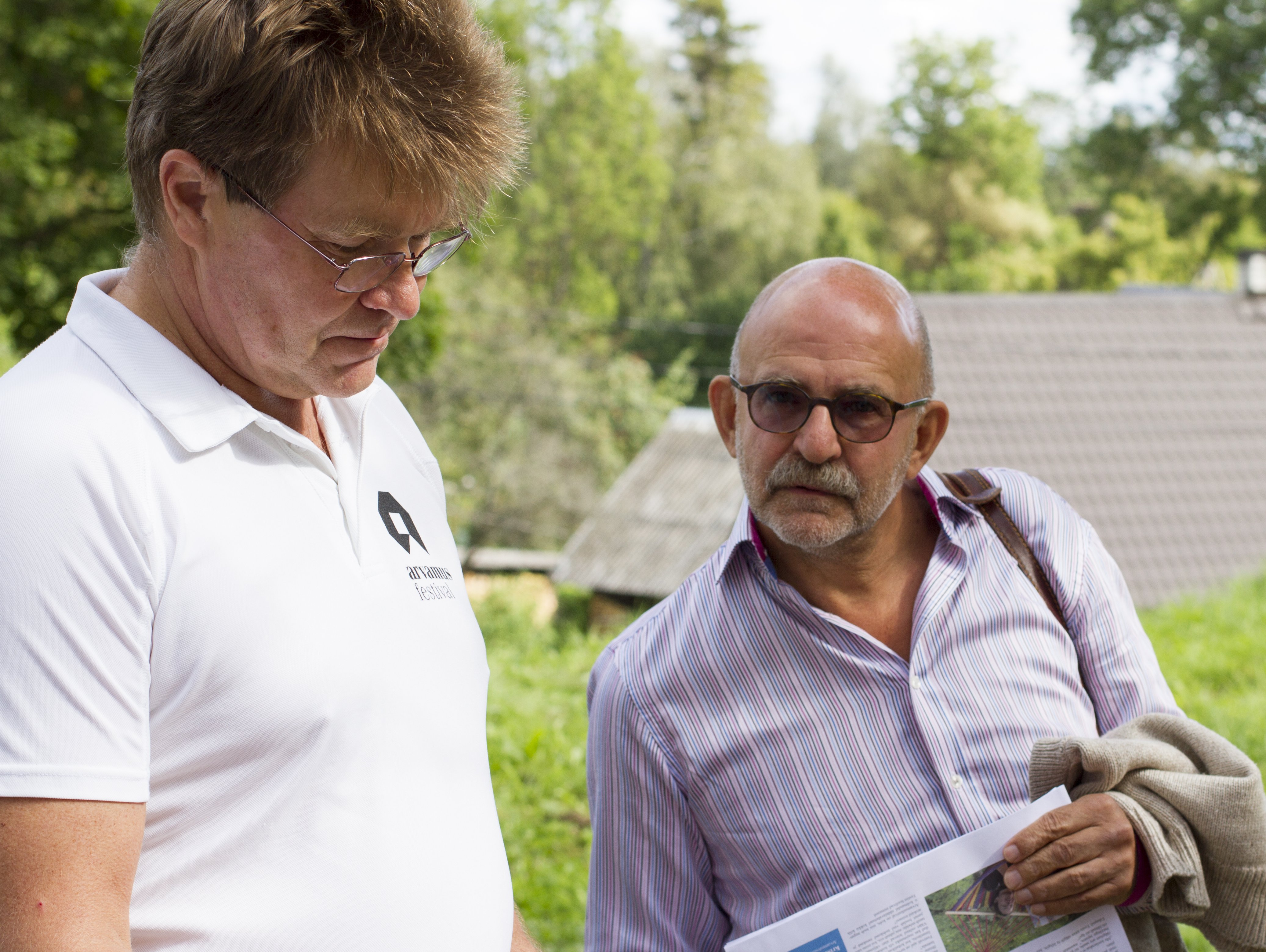
Юхан Кивиряхк и Давид Всевиов на Фестивале мнений в 2014 году

Родился 27 мая 1949 года в семье с еврейскими корнями, отец — Исаак Всевиов (Isaac Vseviov).
В 1966 году окончил Таллинскую среднюю школу № 6, а в 1971 году — историко-лингвистический факультет Тартуского государственного университета по специальности историк и учитель истории.
По окончании университета работал в Институте истории Эстонской академии наук, где занимался изучением истории социалистического периода. Был членом КПСС и парторгом института.
Давид Всевиов получил известность благодаря серии исторических выступлений в программах Эстонского радио и многочисленным статьям в прессе. Руководит программой «Мистическая Россия».
В 2001 году был удостоен ордена Белой звезды V степени.
В 2005 году удостоен Национальной премии Эстонии в области культуры.
Женат, имеет троих детей. Его сын Йонатан Всевиов ( Jonatan Vseviov) работал в Министерстве обороны Эстонии, с 2018 года — посол Эстонии в США, с февраля 2021 - канцлер МИД Эстонии.